# Horné Chlebany
Horné Chlebany (węg. Felsőhelbény) – wieś (obec) na Słowacji, w kraju nitrzańskim, w powiecie Topolczany na Nizinie Naddunajskiej.